# Lijst van bergen in Ecuador

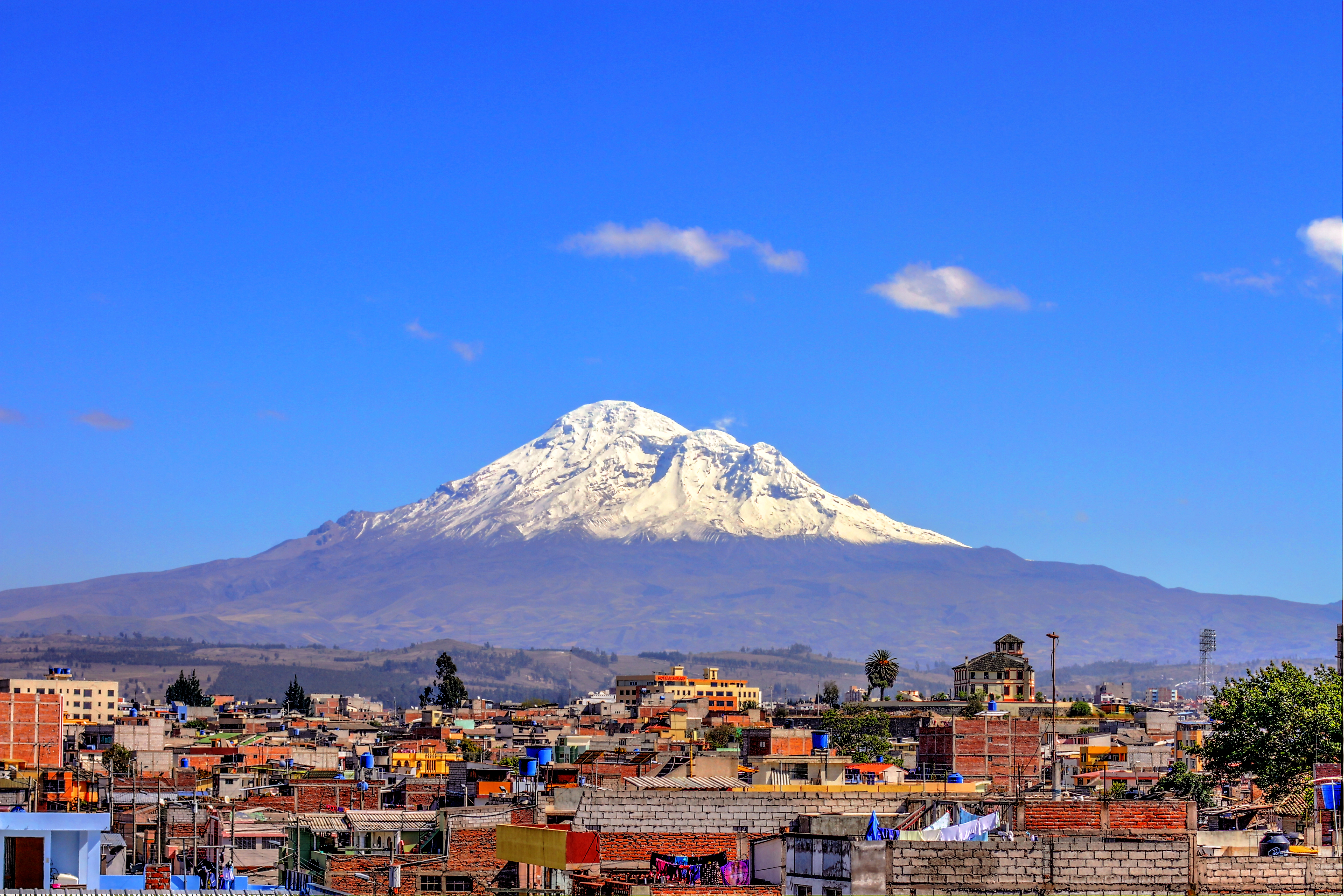
Chimborazo

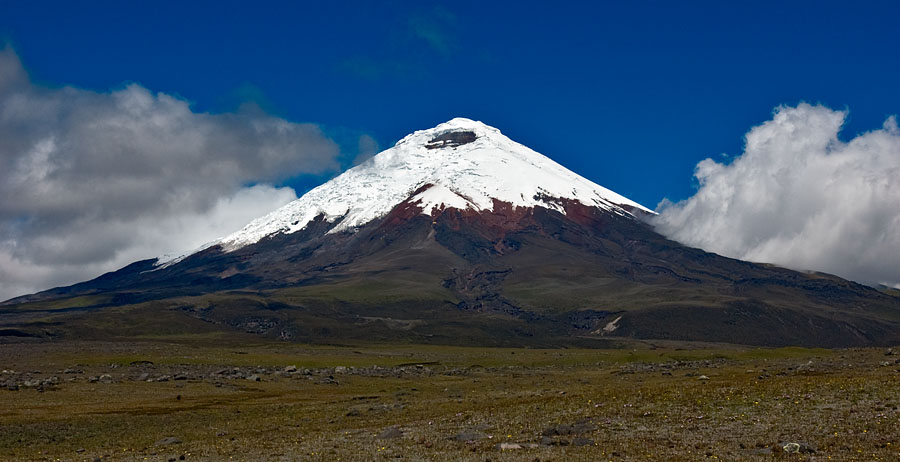
Cotopaxi

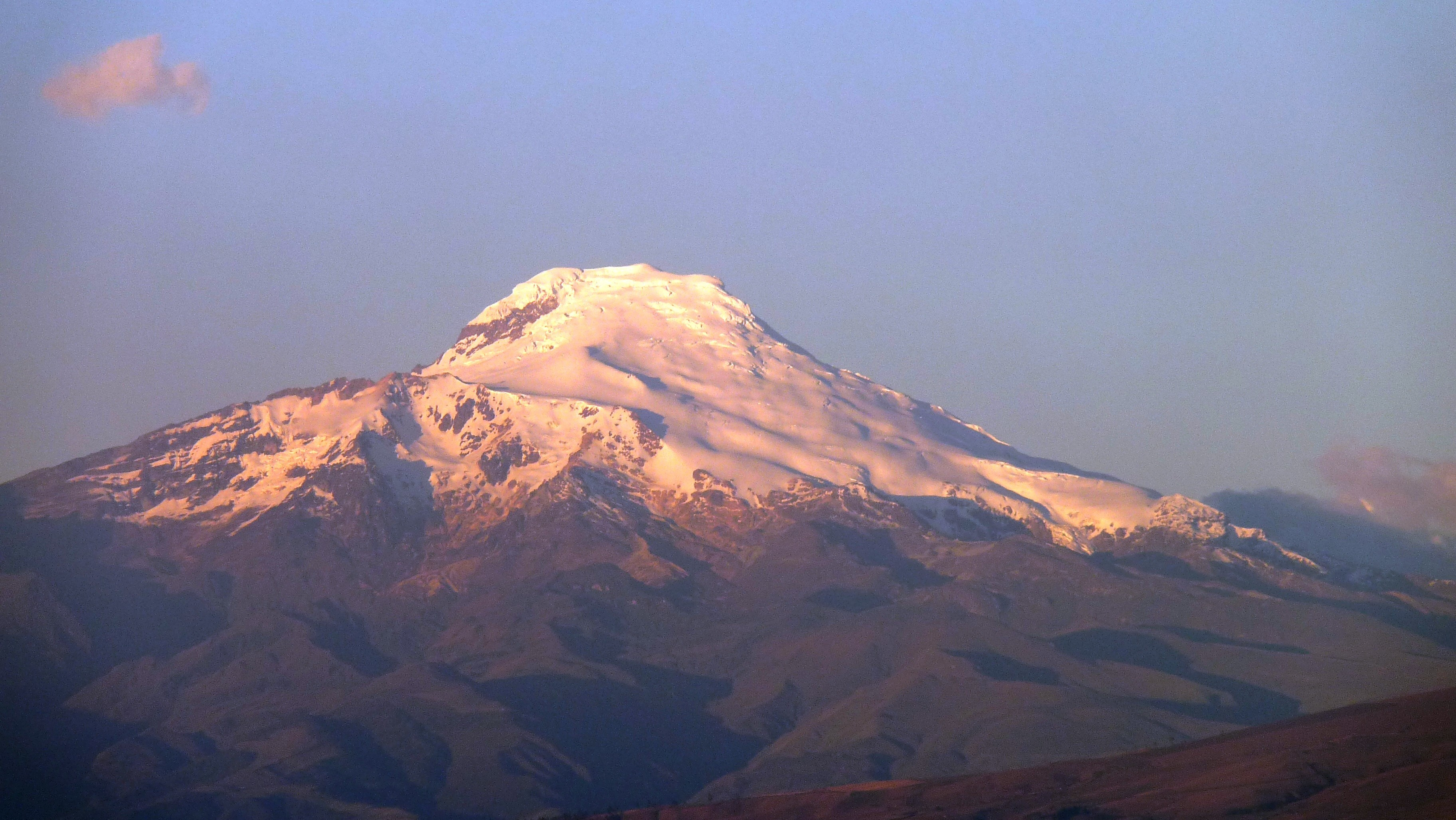
Cayambe

Dit is een lijst van bergen in Ecuador.
| Naam van de berg         | Hoogte  | Gebergte                    | Provincie                       |
| ------------------------ | ------- | --------------------------- | ------------------------------- |
| Chimborazo               | 6.263 m | Andes                       | Chimborazo                      |
| Cotopaxi                 | 5.897 m | Andes                       | Cotopaxi                        |
| Cayambe                  | 5.790 m | Andes                       | Pichincha                       |
| Antisana                 | 5.752 m | Andes                       | Napo Pichincha                  |
| El Altar                 | 5.319 m | Andes                       | Chimborazo                      |
| Illiniza Sur             | 5.248 m | Andes                       | Cotopaxi                        |
| Sangay                   | 5.230 m | Andes                       | Morona-Santiago                 |
| Illiniza Norte           | 5.126 m | Andes                       | Cotopaxi                        |
| Carihuairazo             | 5.116 m | Andes                       | Tungurahua                      |
| Tungurahua               | 5.023 m | Andes                       | Chimborazo Tungurahua           |
| Pichincha                | 4.784 m | Andes                       | Pichincha                       |
| Chiles                   | 4.748 m | Cordillera Occidental Andes | Carchi (Grens Colombia/Ecuador) |
| Cerro Negro de Mayasquer | 4.445 m | Cordillera Occidental Andes | Carchi (Grens Colombia/Ecuador) |
| El Reventador            | 3.562 m | Andes                       | Napo Sucumbíos                  |
| El Panecillo             | 3.016 m | Andes                       | Pichincha                       |
| Volcán Wolf              | 1.707 m | Isabela (eiland)            | Galápagos                       |
| La Cumbre                | 1.476 m | Fernandina (eiland)         | Galápagos                       |
| Alcedo                   | 1.130 m | Isabela (eiland)            | Galápagos                       |
| Cerro Crocker            | 864 m   | Santa Cruz (eiland)         | Galápagos                       |
| Cerro Pajas              | 640 m   | Floreana (eiland)           | Galápagos                       |